# Tondano
Tondano ist ein Ort in der indonesischen Provinz Nordsulawesi (Sulawesi Utara).

## Geographie
Tondano ist der Regierungssitz des Regierungsbezirks (Kabupaten) Minahasa. Der Ort liegt an der Nordspitze des Danau Tondano, eines 48 km² großen Sees.

## Söhne und Töchter des Ortes
- Sam Ratulangi (1890–1949), Politiker, Journalist und Lehrer
- Theodorus Lumanauw (1922–1981), römisch-katholischer Geistlicher, Erzbischof von Ujung Pandang
- Anneke Grönloh (1942–2018), niederländische Sängerin
- Fernando Lumain (* 1989), Leichtathlet